# 利贝罗·马尔基尼
利贝罗·马尔基尼（義大利語：Libero Marchini，1914年10月31日—2003年11月1日），意大利男子足球运动员。他曾代表意大利国家队参加1936年夏季奥林匹克运动会足球比赛，获得金牌。